# Stade Gustave-Delmotte
 (mars 2025).
Le stade Gustave-Delmotte est un stade de football comportant trois terrains.

## Historique
Le stade fut inauguré le dimanche 12 février 1989 par Jacques Piette et Pierre Darchicourt. C'est un stade comportant trois terrain dont le terrain d'honneur où se joue le match important du week-end.

## Organisation des terrains

### Terrain d'honneur

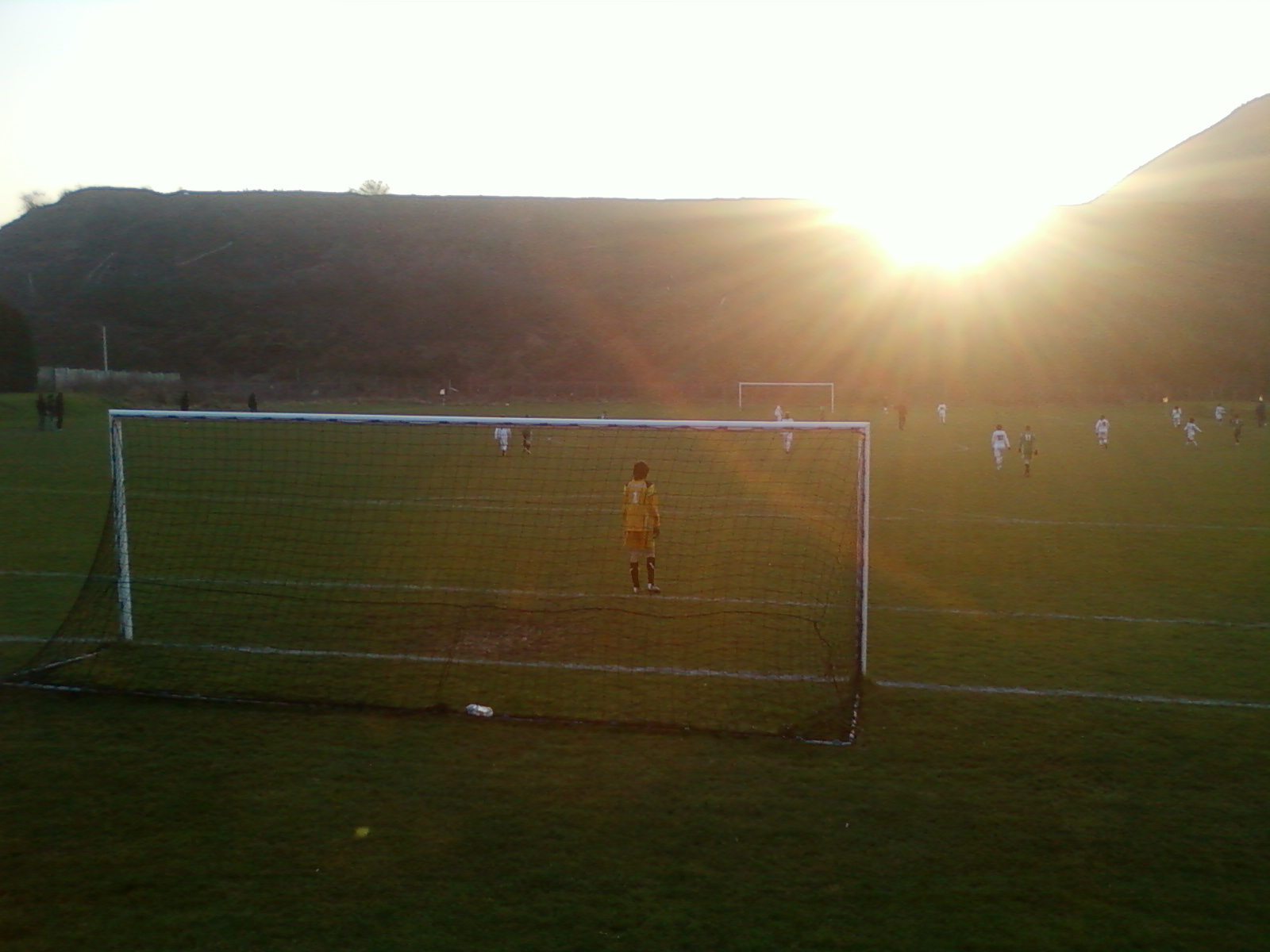
Terrain d'honneur derrière un des buts lors de la rencontre du championnat féminin des U-15 entre le FCF Hénin-Beaumont et Estevelles Fc (4-1) le 29 janvier 2011

Le terrain d'honneur est le terrain sur lequel se joue le match le plus important du week-end à savoir les rencontres de l'équipe vétéran de l'Olympique Hénin ou les matchs des équipes espoirs du FCF Hénin-Beaumont, club féminin de la ville et occasionnellement par les équipes espoirs du stade héninois.
Le terrain est d'ailleurs utilisé comme terrain d'entrainement par certaines équipes. C'est le seul terrain du stade où on enlève les filets en dehors des matchs pour le préserver car le stade est un lieu laissant les terrains à disposition des particuliers.

### Second terrain
Le second terrain, situé au-dessus du terrain d'honneur, est utilisé fréquemment lorsqu'un match se déroule sur le terrain d'honneur. C'est bien souvent le cas des équipes espoirs et jeunes qui jouent sur ce terrain.

### Troisième terrain
Le troisième et dernier terrain est très peu utilisé au stade Delmotte sauf en cas d'occupation des deux précédents terrain. Sur celui-là aussi, ce sont les équipes espoirs qui utilisent ce terrain. 

## Localisation
Le Stade se situe à la fin de la rue Pierre Brosselette à Hénin-Beaumont en direction de Rouvroy. Le stade est accessible par la ligne  des bus tadao dans le sens Hénin-Beaumont-Rouvroy.